# Lovanium
Lovanium es una película del año 1959.

## Sinopsis
En 1954, la universidad católica de Louvain mandó construir la universidad interracial Lovanium en la meseta Moamba, cerca de Léopoldville. La película sigue la construcción del centro (chalets para los profesores, dormitorios para los estudiantes, aulas). También describe el tipo de enseñanza que se impartía y las infraestructuras previstas (laboratorios, talleres, salas de ocio y comedores).